# 1855 v športu
1855 v športu.

## Bejzbol
- Newyorški klubi Knickerbockers, Gothams in Eagles junija odigrajo tri tekme. Septembra in oktobra pa še z novim klubom Empires odigrajo pet tekem.
- Jeseni odigra kar nekaj klubov izven New Yorka prve tekme. Eden je Atlantic Base Ball Club iz Brooklyna

## Hokej na ledu
- V Kanadi žogice zamenjajo ploščki

## Konjske dirke
- English flat (dirke trojne krone)
  - 2,000 Guineas - zmagovalec Lord of the Isles, jahač Tom Aldcroft
  - Epsom Derby - zmagovalec Wild Dayrell, jahač Robert Sherwood
  - St. Leger Stakes - zmagovalec Saucebox, jahač John Wells
- National Hunt racing
  - Grand National - zmagovalec Wanderer

## Veslanje
- Regata Harvard-Yale - zmagovalec Harvard